# Normanella tenuifurca
Normanella tenuifurca är en kräftdjursart som beskrevs av Georg Ossian Sars 1909. Normanella tenuifurca ingår i släktet Normanella och familjen Normanellidae. Arten är reproducerande i Sverige. Inga underarter finns listade i Catalogue of Life.